# Cricket
Il cricket è uno sport di squadra praticato con mazza, palla e guantone (del wicket keeper-ricevitore) giocato fra due gruppi di undici giocatori ciascuno. È nato in Inghilterra, almeno nella sua forma moderna, ed è praticato, oltre che nel paese in cui è nato, principalmente nei paesi del Commonwealth: India, Pakistan, Bangladesh, Sri Lanka, Australia, Nuova Zelanda, Sudafrica, Zimbabwe e nei Caraibi anglofoni (Indie occidentali britanniche).
La lunghezza delle partite può durare dalle ore a vari giorni. I numerosi intervalli e la terminologia complicata rendono difficilmente comprensibile questo sport agli spettatori poco esperti. Di tale sport esistono due grandi varianti, a over illimitati e a over limitati. Nella prima, una squadra deve eliminare tutti i battitori avversari due volte per vincere la partita, la durata della quale è di 4 giorni (competizioni domestiche) o 5 (competizioni internazionali, dette Test). Nella seconda invece le più in voga sono quella a 50 over (dette One Day International o ODI se giocate dalle nazionali), della durata di un giorno, quella a venti over (Twenty20), della durata di circa 3/4 ore, e il T10 cricket, lanciato nel 2017.

## Storia

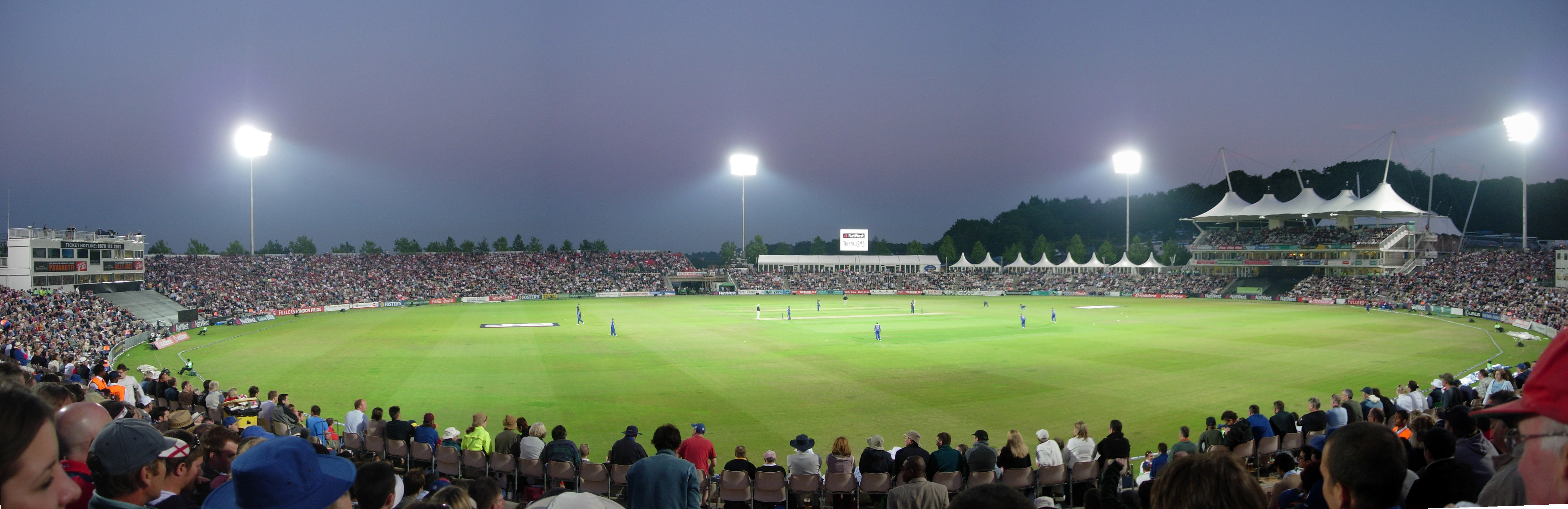
Una partita tra Sri Lanka e Inghilterra.

La prima citazione sul cricket è datata 1588: durante un processo il medico legale John Derrick testimoniò che praticava il gioco del «creckett» quando era intento ai propri studi alla Royal Grammar School di Guildford, nel Surrey, verso il 1550. Durante il 1600 numerose fonti testimoniano la crescita della pratica di questo gioco nel sud est dell'Inghilterra e al termine del secolo già vengono registrate le prime partite con squadre organizzate. Nel 1700 il gioco si sviluppò fino a diventare lo sport nazionale inglese e come tale si diffuse in tutto l'Impero coloniale britannico. Anche negli USA il cricket rappresentò lo sport dominante fino alla guerra di secessione. Nel 1900 il cricket fece parte dei Giochi olimpici.
Dopo la seconda guerra mondiale il cricket ha avuto una sorta di globalizzazione, con la concessione dell'indipendenza ai Dominions britannici e l'istituzione del Commonwealth. Dal 2017 sono membri a pieno titolo (Full Members) dell'International Cricket Council dodici paesi: l'Asia è rappresentata dai paesi del subcontinente indiano, Bangladesh, India, Pakistan e Sri Lanka e dal vicino Afghanistan; l'Africa da due (Sudafrica e Zimbabwe); l'Oceania da altri due (Australia e Nuova Zelanda); l'Europa dall'Inghilterra e dall'Irlanda e infine l'America da uno solo (Indie occidentali). Solo tra queste nazioni si giocano incontri internazionali con lo status di Test cricket, cioè il gioco nella sua forma originale, caratterizzato da partite che possono durare anche cinque giorni. Tuttavia è negli ultimi vent'anni, a causa dell'interessamento in particolare di due magnati televisivi australiani, dapprima Kerry Packer proprietario di Nine Network, poi Rupert Murdoch padrone del colosso satellitare SKY, che il cricket ha trovato la sua dimensione internazionale: le esigenze televisive hanno contribuito all'affermazione del One Day International, gioco con le stesse regole del Test ma con un numero limitato di overs per squadra (attualmente il numero di overs è fissato a 50) e che, sorto ufficialmente negli anni sessanta, vide il suo primo incontro internazionale (ODI) disputarsi nel 1971 tra Australia e Inghilterra, mentre nel 1975 fu giocata la prima Coppa del mondo di cricket.
Nel 2003 la lega professionale inglese adottò una versione di gioco chiamata Twenty20, definita così poiché ogni squadra dispone di un solo innings e può battere al massimo venti overs. Questo modo di giocare è attualmente il preferito dalle maggiori leghe del mondo, poiché la durata delle partite si riduce a circa tre ore, quindi le televisioni possono programmare le riprese in diretta. Dal 2007 si disputa un campionato mondiale di Twenty20. Nel 2017 è introdotta una variante più corta, il Twenty10.

## Lo spirito di gioco
Questo è il preambolo che precede l'elenco delle Leggi del cricket e che introduce il breve paragrafo dal titolo Lo spirito del gioco, nel quale si elencano le regole che solitamente negli altri sport non sono "scritte", ma affidate al buon senso dei giocatori. Queste regole comprendono, ad esempio, il rispetto verso l'avversario, verso gli umpires (arbitri) e i valori tradizionali del gioco; il divieto di indirizzare verso un umpire e verso gli avversari parole irrispettose o offensive (è addirittura vietato avanzare verso un umpire con passo aggressivo); e soprattutto la condanna assoluta di qualsiasi atto violento tra giocatori.

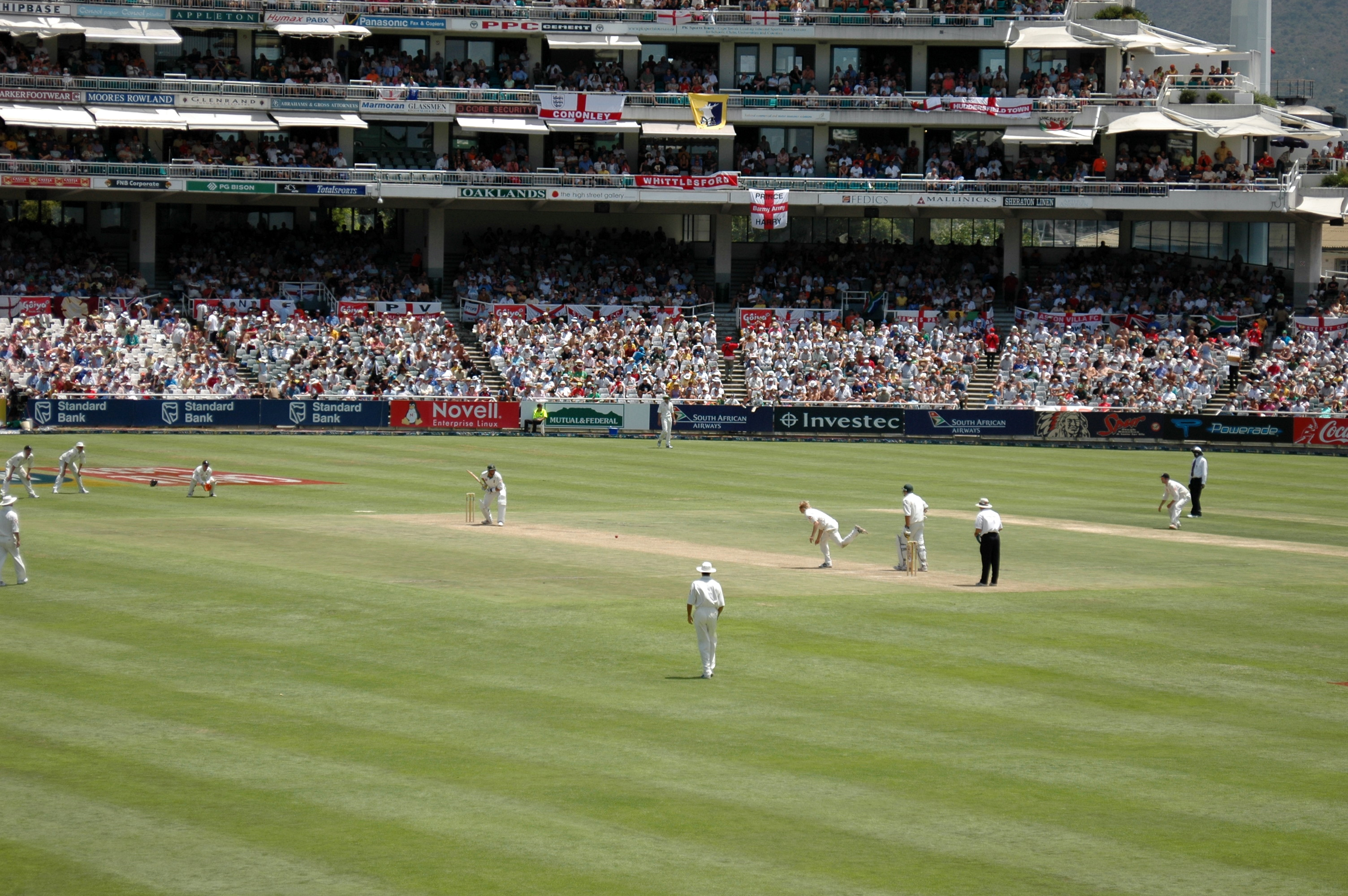
Un test match tra Sudafrica e Inghilterra disputatosi nel gennaio 2005.

## Forme di cricket
Una partita di cricket deve essere disputata secondo le Leggi del cricket (in alcune forme meno prestigiose è possibile fare alcune leggere variazioni), tuttavia può essere disputata in diverse forme, che si differenziano tra loro fondamentalmente per la quantità (uno o due) e per la durata degli innings (su numero limitato di overs o fino all'eliminazione di tutta la squadra avversaria). A seconda della forma scelta una partita viene classificata nelle seguenti macro-categorie:
- First Class cricket: La categoria che racchiude al suo interno le forme più prestigiose di cricket. In questa categoria rientrano le partite con durata prevista da tre a cinque giorni, in cui le squadre hanno a disposizione due innings di lancio e due di battuta ciascuno (a cadenza alternata) e sono composte da undici giocatori. In questa forma di gioco un innings non ha una durata predefinita e può essere completato solo tramite l'eliminazione di dieci giocatori della squadra in battuta (in teoria, in realtà un innings può concludersi anche per dichiarazione o per esaurimento del tempo di gioco). La forma più alta di FC Cricket è senza dubbio il Test cricket, giocato attualmente solo dalle nazioni membri a pieno titolo (Full Members) dell'International Cricket Council.
- Limited Overs cricket: Questa categoria è caratterizzata dal fatto che un innings si conclude dopo un numero predefinito di overs, a meno che l'intera formazione avversaria non venga eliminata prima di tale limite. Le partite più importanti di questa categoria vengono riunite nella sottocategoria detta List A Cricket, tra cui la più prestigiosa è sicuramente la formula One Day International, caratterizzata dal fatto che ogni squadra ha un solo innings sulla distanza massima di cinquanta overs. La Coppa del Mondo di cricket si disputa con questo formato. Altro formato molto diffuso e apprezzato è il Twenty20, che però non rientra nella List A.

## La partita
La partita viene disputata tra due squadre di undici elementi. Si gioca su un campo in erba dalla forma ovale o rettangolare (solitamente si utilizza tutto lo spazio disponibile), delimitato da una spessa corda colorata poggiata sul terreno denominata boundary. Al centro del prato vi è una corsia, nella quale l'erba è rasata molto corta, lunga ventidue metri e larga tre, chiamata pitch, che rappresenta l'area di lancio, ai cui due estremi sono posti tre paletti che formano il wicket. Ogni frazione di gioco (innings), vede impegnati undici giocatori nel lanciare la palla e difendere il campo (fielding) e due avversari alla battuta i quali, una volta eliminati, sono sostituiti da un compagno di squadra fino all'eliminazione del decimo battitore. Tra un innings e l'altro, le squadre invertono i propri ruoli.
Scopo del gioco è quello di mettere a segno più punti possibile e di non farsi eliminare quando si è in battuta. I punti vengono chiamati runs (corse) e si segnano correndo tra i due estremi del pitch: per segnare una corsa il battitore deve, dopo aver colpito la palla, correre al lato opposto dell'area di lancio (pitch), mentre contemporaneamente il suo compagno che non ha eseguito la battuta e si trova al lato opposto del pitch correrà verso la linea di battuta (batting crease). Entrambi i corridori (runner, nome che assume anche il battitore mentre esegue la corsa) devono toccare il terreno oltre la popping crease (la linea che demarca un estremo del pitch) con la mazza. Ogni volta che i battitori si scambiano di base viene assegnato un punto. Se il colpo è stato particolarmente difficile da recuperare per la squadra avversaria, i due corridori possono provare anche a scambiarsi nuovamente, mettendo a segno tante corse per quante volte riescono a scambiarsi di posto. Non c'è un numero massimo di corse effettuabili in una singola battuta (anche se è raro assistere a più di tre, cosa che avviene normalmente solo in caso di errori). Va ricordato che nel caso i giocatori in campo riescano a rilanciare la palla al wicket prima che il battitore riesca a completare la corsa, questi sarà eliminato. Se la palla non viene recuperata dai fielders della squadra al lancio e raggiunge la boundary (che delimita il campo) vengono automaticamente assegnati quattro punti, nel caso in cui la superi senza aver toccato terra i punti diventano sei (in ambedue i casi non valgono eventuali corse effettuate prima che la palla sia uscita dal campo, a meno che la palla non raggiunga il boundary su un rilancio sbagliato). Ogni corsa messa a segno da un battitore contribuisce al punteggio finale della squadra. Questo punteggio include, inoltre, un certo numero di punti aggiuntivi (extra-runs) che vengono accreditati senza che ci siano battute in caso di penalità o situazioni particolari di gioco.
Il lanciatore ed i fielder per contro devono cercare di far marcare meno runs possibili ed eliminare il prima possibile dieci battitori avversari per concludere l'innings. L'innings può concludersi anche per dichiarazione, per esaurimento del tempo di gioco e nelle partite Limited Overs anche per il raggiungimento del limite di over stabiliti.
Un battitore può essere eliminato nei seguenti modi:
- per presa al volo della palla (in inglese caught);
- se la palla colpisce il wicket mentre uno dei due battitori tenta una corsa e si trova al di fuori del crease (in inglese run out);
- se il lancio colpisce il suo wicket (in inglese bowled);
- quando la palla colpisce una parte del corpo del battitore invece della mazza impedendo così alla palla di colpire il wicket (in inglese leg before wicket o LBW);
- se durante il lancio esce dalla sua linea di battuta mancando la palla e il wicket-keeper colpisce con quest'ultima il wicket (stumped);
- se il battitore colpisce il wicket con una parte del suo corpo o del suo equipaggiamento durante il lancio (hit wicket);
- se blocca una palla lanciata verso il wicket mentre si trova fuori dal crease (obstructing the field);
- se gioca la palla con la mano;
- se colpisce la palla con la mazza per due volte (tranne il caso in cui la seconda volta sia stata per evitare che la palla finisca sul wicket);
- se il battitore si ritira;
- se non si presenta in battuta entro un tempo stabilito.

Una volta terminato l'innings le due squadre si invertono, quindi la squadra che era in battuta va al lancio e quella al lancio va in battuta. La squadra che nell'ultimo innings va in battuta riceve un target ovvero un obbiettivo di runs da raggiungere (corrispondente alla differenza di runs tra le due squadre maggiorata di uno). Nel momento del raggiungimento del target la partita termina immediatamente.
Per vincere, è necessario, oltre a segnare più punti, anche l'eliminazione di tutti gli avversari per ogni innings disponibile (a esclusione del cricket a over limitati, nel quale è sufficiente aver segnato più punti al termine del proprio innings indipendentemente dal numero delle eliminazioni). Spesso si usa la frase eliminare tutti i battitori quando in realtà ne vengono eliminati dieci su undici, questo perché per marcare una run sono necessari due battitori, di conseguenza se una squadra rimane con un unico battitore non è in grado di marcare runs, altra conseguenza è che al termine di ogni innings ci sarà sempre almeno un battitore not out.
La fase al lancio è divisa in over, cioè serie di 6 lanci legali eseguiti da un giocatore da un estremo del pitch. Al termine, l'over successivo verrà lanciato dall'altro estremo. I giocatori responsabili del lancio vengono scelti dal capitano, con la limitazione che nessun giocatore possa lanciare due over consecutivi (inoltre, nel cricket a over limitati, un giocatore non può lanciare più del 20% degli over disponibili).

## Risultato
Il cricket ha la particolarità che una partita può concludersi in quattro modi diversi e il risultato della parità può essere indicato in due modi. I seguenti sono i risultati possibili e le forme con cui vengono trascritte:
- Vittoria della squadra che nell'ultimo innings era al lancio: Quando l'ultimo innings di gioco termina prima che la squadra in battuta riesca a raggiungere il target (il numero di run sufficiente a superare di 1 la squadra al lancio) allora la squadra che in quell'innings era al lancio è dichiarata vincitrice per X run, dove X è la differenza tra il totale della squadra vincente e quello della squadra perdente. Ad esempio se al momento dell'inizio dell'ultimo innings la squadra B va in battuta con uno svantaggio di 250 runs riceverà un target di 251 runs per vincere l'incontro. Se l'intero lineup della squadra B viene eliminato quando sono state marcate 225 runs allora il risultato della partita verrà espresso con la dicitura "Squadra A vince di 25 runs". 
  - Vittoria di una squadra che ha giocato un solo innings: Nel particolare caso in cui il numero di run marcate nel solo primo innings in battuta sia maggiore del numero totale di runs marcate dagli avversari in due innings la squadra vincente vedrà assegnarsi una vittoria per innings e X run. Ipotizziamo che la squadra A in battuta termini il primo innings con sole 150 runs marcate e la squadra B risponda con 400 runs. La squadra A a quel punto sarà obbligata a marcarne almeno 250, in caso dovesse marcarne, ad esempio, solo 150 allora non si disputerà il secondo innings in battuta per la squadra B in quanto inutile, perché il numero di run segnate in un solo innings è già sufficiente a vincere la partita. In questo caso la dicitura sarà "Squadra B vince di un innings e 100 runs".
- Vittoria della squadra che nell'ultimo innings era in battuta: Quando nell'ultimo innings di gioco la squadra in battuta riesce a raggiungere il target allora la partita termina immediatamente e non si continua a giocare fino all'eliminazione dell'intero lineup e si assegna la vittoria per X wicket, dove X è il numero di wicket ancora disponibili, ovvero di battitori non eliminati. Ad esempio se al momento dell'inizio dell'ultimo innings la squadra B va in battuta con uno svantaggio di 250 runs riceverà un target di 251 runs per vincere l'incontro. Se la squadra B raggiunge il target avendo perso solo sei battitori su dieci (quindi con quattro ancora disponibili) allora il risultato della partita verrà espresso con la dicitura "Squadra B vince di quattro wickets".
- Draw (pareggio): Se al termine dell'ultimo giorno di gioco la squadra in battuta non è riuscita a raggiungere il target ma al contempo la squadra al lancio non è riuscita ad eliminare l'intero lineup si ha un draw, ovvero un pareggio. Questo risultato è possibile solo nelle partite di First Class cricket e non in quelle di Limited Overs cricket perché nel cricket ad over limitati non è necessario eliminare l'intero lineup per terminare un innings.
- Tie (pareggio perfetto): Nel cricket è possibile che l'ultimo innings venga concluso (nel First Class cricket solo tramite eliminazione dell'ultimo battitore e non per esaurimento del tempo di gioco mentre nel Limited Overs cricket è sufficiente anche il raggiungimento della quota prefissata di overs) quando il totale di runs delle due squadre è esattamente identico (cioè un punto meno del target). Questo evento è raro nel Limited Overs ma è addirittura rarissimo nel First Class. In particolare nel Test cricket è accaduto solo due volte in oltre duemila test match.

## Ruoli del gioco

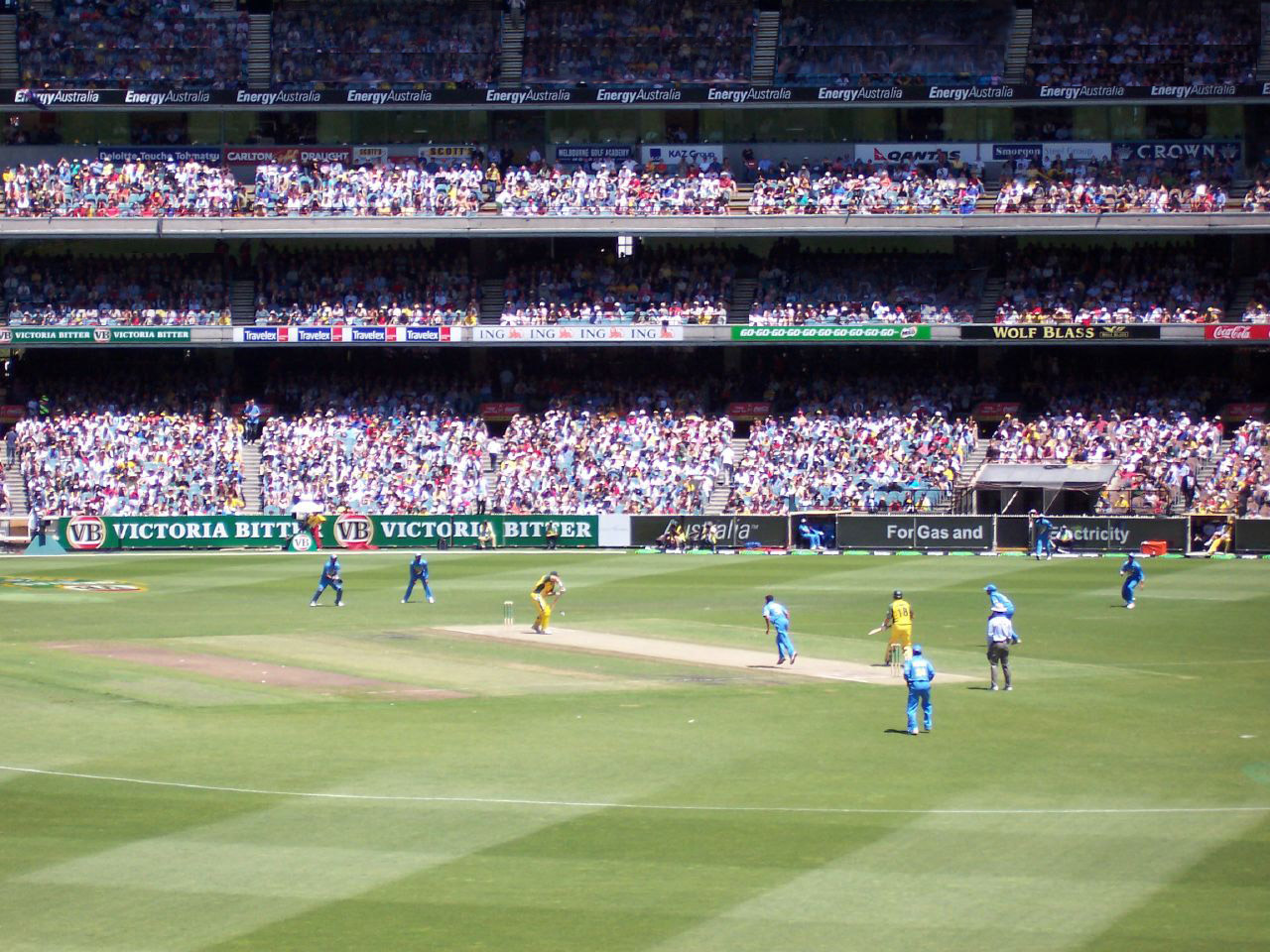
Un One-day International al Melbourne Cricket Ground tra Australia e India. I battitori sono vestiti di giallo mentre la squadra in campo è vestita di blu.

Lunghezze delle palline che mostrano il nome e l'altezza del rimbalzo. Gli angoli sono esagerati. Rimbalzi: Bouncer, Short pitched, Good Length, Full Pitched, Yorker

### Battitore
Il battitore è posizionato sulla linea di battuta (in inglese batting crease) in attesa del lancio della palla.
Ci sono diverse tecniche per colpire la palla, a seconda del tipo e della direzione del lancio. A seconda di quella che è la strategia della squadra e il tipo di lancio ricevuto, il battitore può decidere se effettuare un colpo difensivo (il quale ha come principale obiettivo quello di non venire eliminati), oppure un colpo aggressivo che mira principalmente a segnare quante più corse possibili. Alcune tra le giocate più comuni sono:
- Forward Defensive, per difendere su lanci lunghi che atterrano vicino ai piedi del battitore
- Backward Defensive, per difendere su lanci corti che atterrano lontano dal battitore e quindi risalgono verso il suo torso
- Leave, allontanare la mazza da un lancio per il quale il battitore ritiene troppo rischioso giocare un colpo
- Cut, un colpo d'attacco per lanci corti sul lato aperto del battitore
- Drive, un colpo d'attacco per lanci lunghi sul lato aperto del battitore
- Pull/Hook, colpi d'attacco per lanci corti sul lato chiuso del battitore
- Leg Glance, un colpo per lanci lunghi sul lato chiuso del battitore
- Slog, un colpo nel quale il battitore tenta di colpire con tutta la sua forza la palla per mandarla il più lontano possibile. Molto comune nel cricket ad over limitati, è più raro per i battitori puri nel Test cricket in quanto piuttosto rischioso.

I battitori entrano in campo secondo un ordine (batting order) deciso dal capitano della squadra; i primi due battitori che scendono in campo sono due specialisti detti openers. Generalmente nelle prime posizioni si trovano i migliori elementi in battuta della squadra, dato che in questo modo avranno a disposizione maggior tempo. In fondo all'ordine in genere si trovano il wicket keeper ed i lanciatori, solitamente i meno abili in questa fase (giocatori abili sia in battuta che al lancio vengono detti all rounders).
Questo ordine può essere tuttavia cambiato, per motivi strategici, in qualunque momento durante il corso del gioco (fermo restando che i giocatori eliminati non possano ritornare in battuta).

### Lanciatore
Il lanciatore è colui che lancia la palla ai battitori, usando quella che è conosciuta come "azione di bowling".
Ogni partita di cricket è suddivisa in over (ossia l'equivalente di sei lanci legali, dai quali sono esclusi eventuali wide e no-ball). Ad ogni over il capitano seleziona il giocatore che andrà al lancio; una volta che questi ha esaurito questi sei lanci, la squadra dovrà necessariamente scegliere un altro lanciatore per l'over successivo. Il numero di over che un giocatore può lanciare è illimitato nelle partite di test match, e limitato al 20% sul totale nelle forme di gioco con un numero prefissato di overs (ferma restando l'impossibilità, valida in tutte le forme del gioco, di lanciare per due over consecutivi). Il lanciatore lancia solitamente la palla in modo che questa rimbalzi prima di raggiungere il battitore (se la palla dovesse rimbalzare più di due volte, il lancio sarebbe illegale). Il lanciatore deve effettuare il lancio con il proprio piede posteriore all'interno dell'area delimitata dalle crease e con l'altro non oltre la linea, altrimenti il lancio viene dichiarato no-ball. La palla deve anche seguire una traiettoria tale da rendere possibile per il battitore il metterla in gioco, se questo non accade il lancio viene dichiarato wide (largo). L'obiettivo primario del lanciatore è di eliminare il battitore, e di conseguenza concedere il minor numero di corse possibili. Tuttavia, nelle forme del gioco con un numero limitato di overs (come ad esempio il Twenty20) è a volte più importante limitare il numero di corse concesse al battitore piuttosto che eliminarlo.
I lanciatori si dividono principalmente in due categorie:
- Fast bowlers (che utilizzano la velocità come elemento primario dei loro lanci)
- Spin bowlers (che utilizzano la capacità di far variare il movimento della palla al contatto col terreno imprimendole un effetto).

Normalmente, i fast bowlers sono più efficaci con una palla nuova (che tende a rimbalzare di più e ad aver maggior movimento in aria) mentre gli spinners entrano in gioco solitamente con palle consumate (e quindi con una miglior presa sia sulla mano che sul terreno).
Inoltre, i lanciatori veloci vengono suddivisi per velocità di lancio: Fast (145+ km/h), Fast-Medium (137–144 km/h), Medium-Fast (130–136 km/h), Medium (110–129 km/h). Al di sotto di queste velocità, esclusi eventuali lanciatori part time, entriamo nella categoria degli spinner (che di solito lavorano attorno ai 90 km/h).
Un'ulteriore suddivisione dei lanciatori è in base al tipo di variazione principale che tendono a dare ai lanci.
I lanciatori veloci sono ripartiti per la maggior parte in Seam bowlers (che tendono a far affidamento sul seam, la protuberanza presente sulla palla da cricket, la quale a contatto col terreno può portare a deviazioni impreviste nella traiettoria della palla) e Swing bowlers (che grazie alla differenza nelle turbolenze prodotte dai due lati della palla riescono a far deviare quest'ultima mentre si trova ancora in volo). Non troppo comune ma pur meritevole di menzione è anche la categoria degli Express bowlers (che puntano sulla pura velocità, toccando anche i 160 km/h).
I lanciatori lenti sono invece divisi in finger/off spinners e wrist/leg spinners, a seconda che usino le dita o il polso per imprimere la rotazione laterale alla palla: per un finger spinner destro, la palla tenderà a deviare verso destra una volta toccato il terreno, mentre per un wrist spinner la deviazione sarà verso sinistra (escluse particolari variazioni). Nel caso di lanciatori mancini, la direzione della rotazione sarà invertita.
Strategicamente, un pace bowler tenterà di battere il battitore maggiormente con serie di lanci precisi nei punti meno facilmente giocabili (line and length) e con piccole variazioni, mentre uno spinner punterà ad attirare il battitore verso una giocata falsa, ingannandolo con comportamenti inaspettati della palla o con deviazioni molto accentuate della traiettoria.

### Fielder

Posizioni possibili per i fielder contro un battitore destro

Il compito principale dei fielder è quello di recuperare le palle battute e limitare così il più possibile il numero di corse subite, nonché di eliminare i battitori quando ci sia la possibilità di effettuare una presa al volo o un runout. Vengono disposti sul campo a seconda di quella che è la tattica della squadra per far sì che il recupero e il seguente ritorno della palla nel pitch avvenga nel minor tempo possibile.

### Wicket-keeper
Il wicket-keeper è un fielder specializzato nello stare dietro il wicket del battitore durante il gioco.
I suoi compiti primari sono fermare qualunque palla passi oltre il battitore, sia che questi l'abbia mancata (altrimenti potrebbe correre via, portando i battitori a segnare delle facili corse che vengono segnate come bye) sia che questi l'abbia toccata (la presa al volo su palla sfiorata dal battitore, chiamata caught behind, è uno dei più comuni modi di eliminare un battitore).
Inoltre, data la sua posizione subito dietro il battitore, il wicket-keeper è uno dei giocatori più importanti della squadra, trovandosi nella situazione migliore per rendersi conto delle condizioni del pitch e delle preferenze dei battitori; non è raro quindi che i capitani chiedano consigli al loro wicket-keeper per quanto riguarda l'approccio tattico.
A causa del loro logorante lavoro, i wicket-keeper sono gli unici giocatori cui sia concesso indossare sia particolari protezioni per le gambe e per la testa e anche degli speciali guanti per proteggersi le mani.

### Altri ruoli

#### Capitano
L'abilità del capitano nel decidere la strategia è cruciale per il successo della squadra. A lui spettano molte decisioni importanti, come l'elenco e l'ordine dei giocatori in battuta, lo schieramento e la tattica dei fielder sul campo, come un lanciatore deve giocare la palla, ecc. Il capitano è anche responsabile, per i suoi giocatori, affinché non contravvengano allo Spirito del gioco e alle Leggi del cricket.

#### Runner
Nel caso un battitore, ancora in grado di battere, sia però infortunato e quindi impossibilitato ad effettuare l'eventuale run, può chiedere di essere sostituito nella corsa da un runner. Il giocatore che funge da runner per il battitore è solitamente un membro della squadra che ha già battuto in quell'innings. Il runner dovrà indossare tutte le protezioni portate dal battitore che sostituisce nelle corse, compresa la mazza. Naturalmente il battitore sarà il destinatario di tutte le penalità in cui potrà incorrere il suo runner, compresa l'eventuale eliminazione.

#### Sostituto
In tutte le forme di cricket, se un giocatore rimane infortunato o diventa indisponibile durante il match, è possibile far giocare un sostituto al suo posto, benché questo non possa lanciare, battere, o fungere da capitano o wicket-keeper.
In questo caso il sostituto è un ruolo provvisorio e lascia il campo una volta che il giocatore, prima indisponibile, è pronto per ritornare in campo. Per evitare abusi nelle sostituzioni, comunque, l'MCC (Marylebone Cricket Club) ha stabilito che, salvo in caso di infortuni particolari, un giocatore che ritorni in campo non possa lanciare per un numero di over pari a quelli nei quali è stato sostituito; inoltre, se un giocatore dovesse essere sul campo per meno della metà degli over complessivi, non potrà andare in battuta prima della caduta del quinto wicket nel suo innings successivo.

## Gli strumenti di gioco

### La mazza

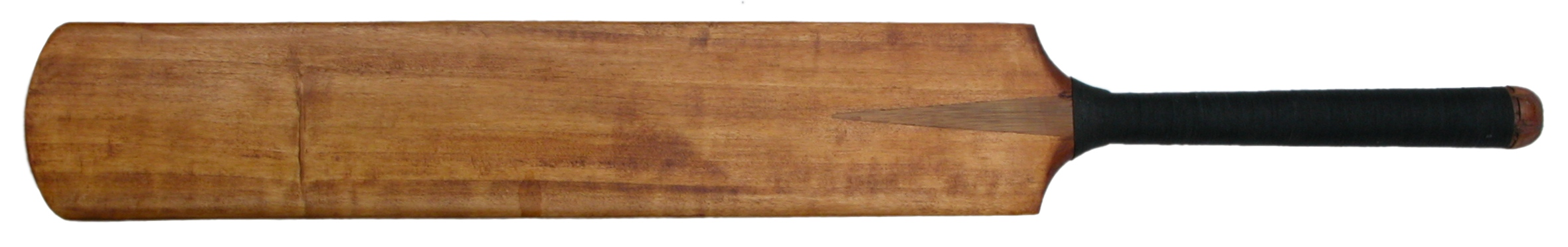
Mazza da cricket

La mazza deve essere di lunghezza non superiore a 96,5 cm mentre la parte piatta, fatta esclusivamente di legno, non deve superare i 10,8 cm in larghezza. La parte piatta può inoltre essere ricoperta con un materiale di protezione o di riparazione, purché questo non superi 1,56 mm di spessore e non sia fatta di materiale in grado di danneggiare gravemente la palla. Secondo le leggi del cricket, sia il guanto che la mano del battitore fanno parte integrante della mazza, purché siano a contatto con questa.
Non ci fu nessuna legge che ponesse limiti alle dimensioni delle mazze da cricket sino al 1774, quando un giocatore pretese di giocare con una mazza larga quanto il wicket.

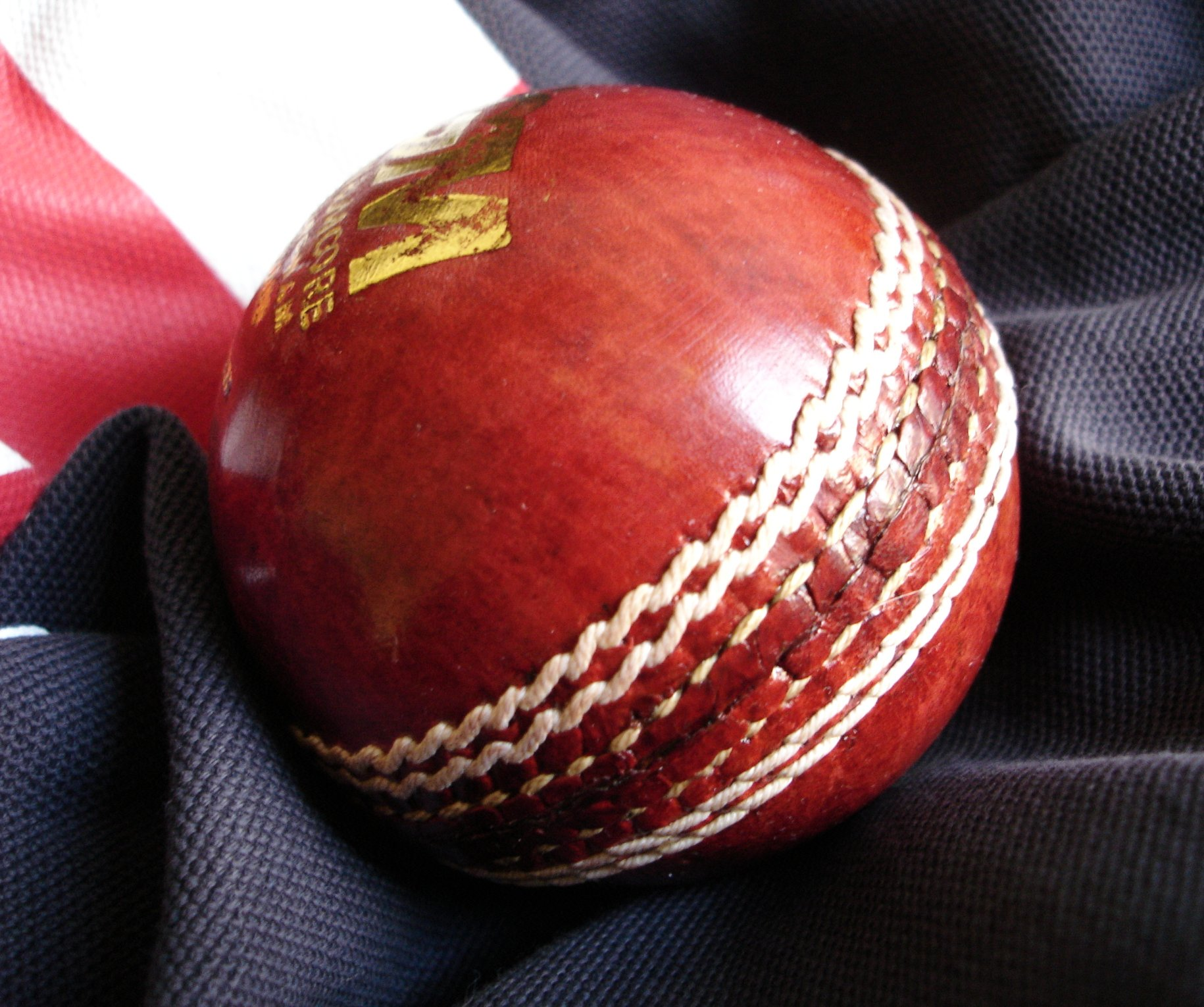
Palla da cricket

### La palla
La palla deve avere un peso compreso tra 155,9 g e 163 g e una circonferenza tra 22,4 cm e 22,9 cm. Questi valori cambiano però per il cricket femminile e quello junior, dove peso e circonferenza sono leggermente inferiori.

### I wicket

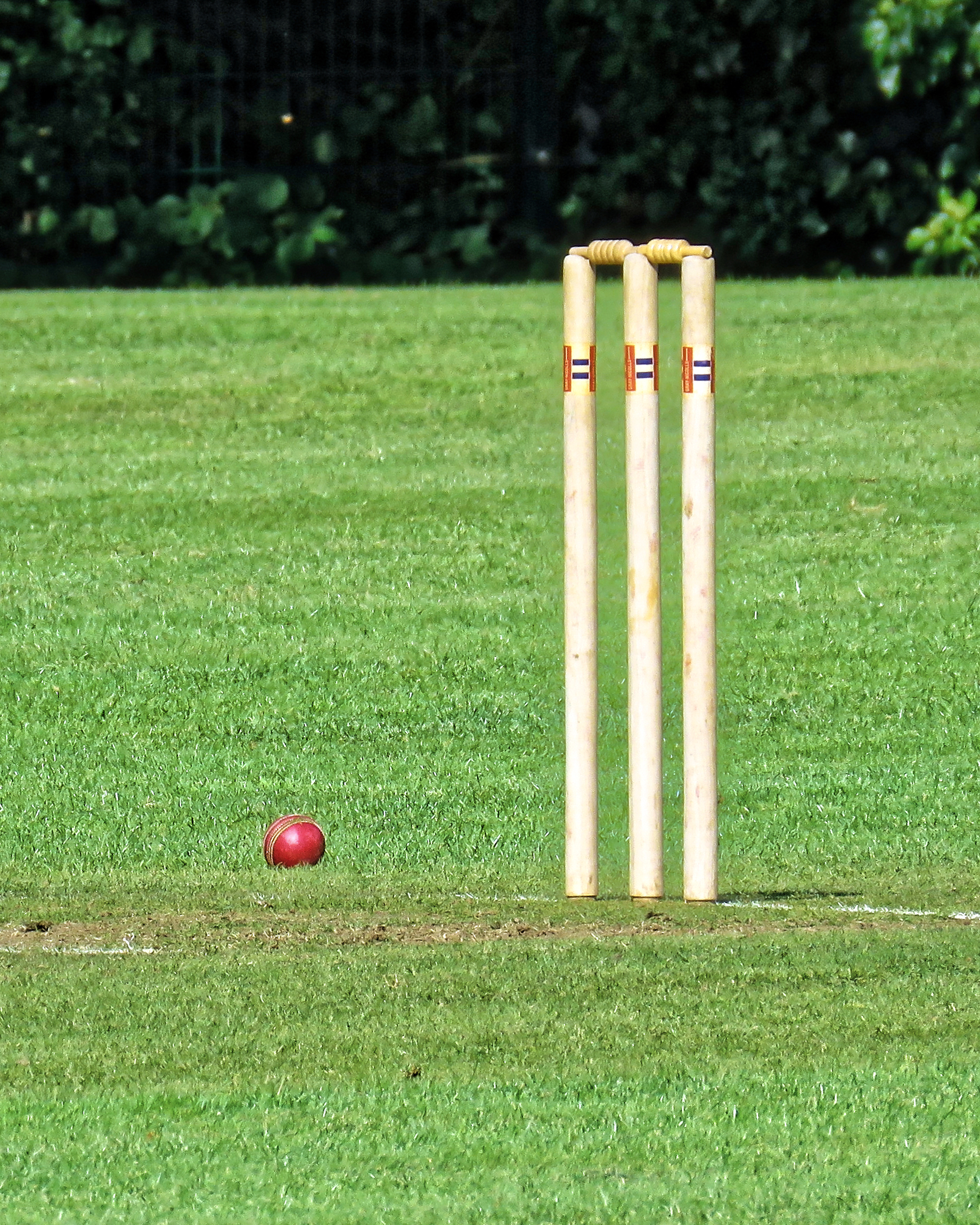
Un wicket (con una palla vicina)

I due wicket sono tra gli elementi più importanti del cricket. Sono disposti uno di fronte all'altro sulle due bowling crease (cioè alle due estremità più lontane del pitch) e più precisamente alla distanza di 20,12 m l'uno dall'altro.
Un wicket è composto da tre stumps (paletti verticali) di legno inseriti in fila nel terreno per una larghezza complessiva di 22,86 cm e un'altezza di 71 cm, sopra i quali vengono appoggiati i due bails (le traverse) anche loro di legno.

## Il campo di gioco

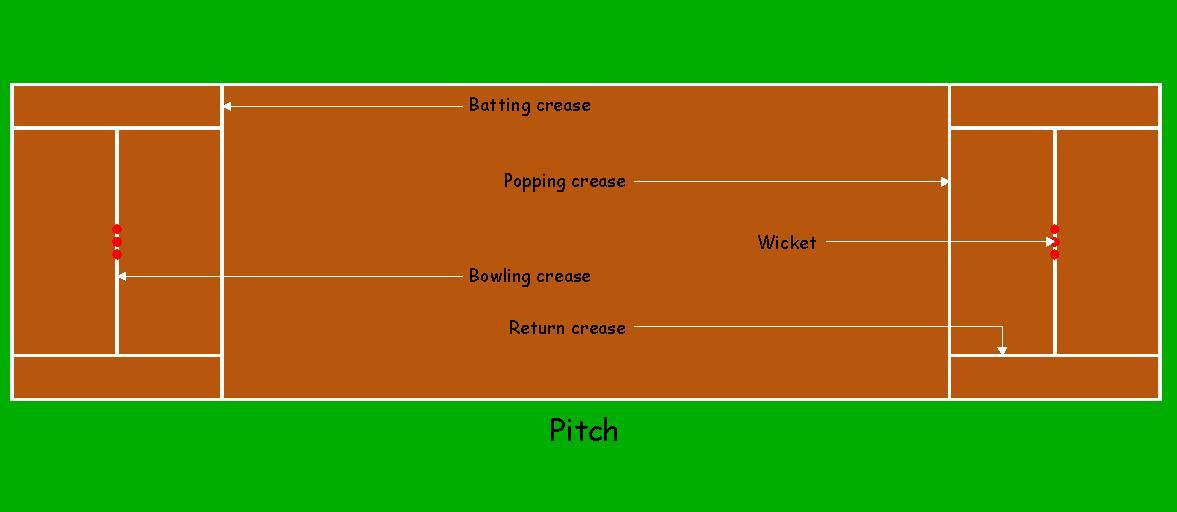
Il pitch nel cricket

Le partite di cricket si giocano in un campo in erba di forma circolare o ovale. Non ci sono delle dimensioni precise, ma il diametro di questo spazio varia solitamente tra 137 m e 150 m (solitamente negli stadi una grossa corda appoggiata sul terreno delimita il perimetro del campo che viene detto boundary).

### Il pitch
Nonostante le notevoli dimensioni del campo gran parte delle azioni di gioco si svolgono in uno spazio molto più piccolo, detto pitch.
Il pitch è un'area rettangolare del campo che misura 3,05 m in larghezza e 20,12 m in lunghezza, limitato alle due estremità dalle bowling creases e ai lati da due linee immaginarie e parallele fra loro.
Al centro delle bowling creases verranno poi inseriti i paletti (stumps) che formano il wicket.

Ci sono, sul pitch altri tipi di creases: le popping creases, parallele alle bowling e poste davanti a queste alla distanza di 1,22 m e considerate di lunghezza infinita; le return creases, perpendicolari alle popping e poste a 1,32 m di distanza dalla linea immaginaria che taglia in lunghezza il pitch; infine ci sono le due batting crease, sulla stessa linea delle popping e sono la loro prosecuzione fino ai margini del pitch.

## Statistiche
Il cricket è uno sport che genera una buona mole di dati statistici; le statistiche fondamentali nel cricket sono differenti per lanciatori, battitori o fielder.

### Lanciatori
Per i lanciatori vengono registrati il numero di over lanciati, il numero di maiden (over nei quali non viene concessa neanche una run), le run concesse ed il numero di eliminazioni effettuate (wickets). Questi quattro dati vengono spesso utilizzati per mostrare il comportamento di un lanciatore durante un innings (ad esempio 18-2-107-1 significa che il giocatore ha lanciato 18 over, in due di questi non ha concesso run mentre globalmente ne ha concesse 107 ed ha preso un wicket). In aggiunta a questi, vengono registrati anche il numero di extra lanciati (wide e noball, comunque presenti nel computo delle run totali concesse), e il numero di occasioni nelle quali il lanciatore è riuscito ad eliminare 5 avversari in un innings o dieci avversari nel corso di una partita, nonché la migliore prestazione mai registrata (per numero di eliminazioni) sia per innings che per partita. Da tutti questi dati vengono calcolate le seguenti medie:
- bowling average (media al lancio), la media di run che il lanciatore concede per ogni eliminazione effettuata;
- bowling strike rate, la media di lanci che il giocatore effettua per ogni battitore eliminato;
- economy rate (ER), la media di run concesse per ogni over lanciato.

### Battitori
Per i battitori vengono abitualmente registrati il numero di innings nei quali sono andati in battuta, il numero di lanci legali affrontati, il numero di run segnate e quante volte il battitore abbia finito l'innings senza essere eliminato. Altri dati molto comuni sono il massimo punteggio mai segnato in un innings (segnato da un asterisco nel caso il battitore non fosse stato eliminato) ed il numero delle volte nelle quali il battitore ha segnato 100 o più runs (in inglese hundreds, centuries o tons). Accanto ai 100 vengono spesso mostrati anche i 50 (half-centuries), ovvero quante volte il giocatore ha segnato un numero di run compreso tra 50 e 99. Per i battitori vengono calcolate queste medie:
- batting average (media in battuta), la media di run che il giocatore segna tra un'eliminazione e l'altra, si ottiene dividendo il numero di run totali marcate dal giocatore per il numero di innings a cui ha preso parte. Tuttavia dal totale degli innings disputati vanno sottratti quelli in cui è rimasto not out ovvero non eliminato;
- batting strike rate, la media di run segnate ogni cento lanci affrontati. Quest'ultima, come l'ER per un bowler, è una statistica molto importante nel cricket ad over limitati.

### Fielder
La raccolta dati per i fielder è meno accurata rispetto a quella per lanciatori e battitori, dato che a differenza di questi ultimi, per i quali viene segnato un dato ogniqualvolta entrino in gioco, per i fielder vengono registrate solo alcune particolari azioni:
- catches (prese al volo), il numero di volte che un fielder ha eliminato un avversario prendendo al volo una palla battuta;
- runouts, il numero di volte che un fielder è stato coinvolto nel runout di un avversario;
- stumpings, il numero di stumpings effettuati da un wicket-keeper;
- byes, il numero di run prodotte da un lancio non toccato da un battitore e sfuggito alla presa del wicket-keeper. Da non confondere con i leg-byes, ovvero le run prodotte dopo contatto non intenzionale con una parte del corpo del battitore, le quali non vengono contate come statistiche negative contro un wicket-keeper.

## Organizzazione internazionale

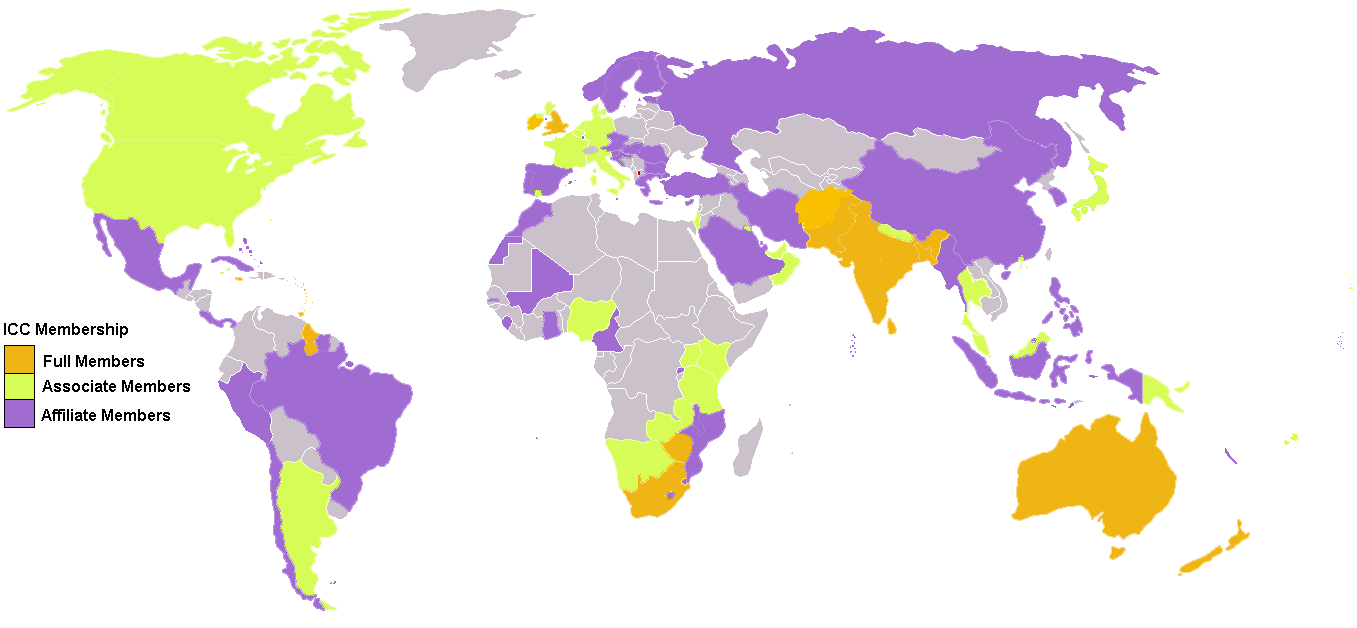
Nazioni membri dell'ICC. In arancio i paesi "Full Members" dove si gioca il Test, in giallo gli "Associate Members" e in viola gli "Affiliate Members".

L'organo internazionale che governa il cricket è l'International Cricket Council (ICC), fondato il 15 giugno del 1909 da Inghilterra, Australia e Sudafrica, dalla nascita situato a Londra ma che si è trasferito ad agosto 2005 negli Emirati Arabi Uniti a Dubai.
Col tempo a questi tre fondatori si sono unite altre sette nazioni per un totale di dieci "Full Members". Le squadre nazionali di questi paesi, dove si gioca il Test, sono automaticamente qualificate alla World Cup che si disputa ogni quattro anni. Attualmente poi ci sono anche trentaquattro nazioni "Associate Members" e sessanta nazioni "Affiliate Members", per un totale di centoquattro paesi dove questo sport viene praticato.